# 비베카 셀달
비베카 셀달(Viveka Seldahl, 1944년 3월 15일 ~ 2001년 11월 3일)은 스웨덴의 배우이다. 제25회, 제37회 굴드바게상 여우주연상 수상자이다.

## 출연 작품
- 마틴을 위한 노래 (2001)
- 예루살렘 (1996)
- 알프레드 (1995)
- 알프레드 노벨 (1995)